# Историческая родина

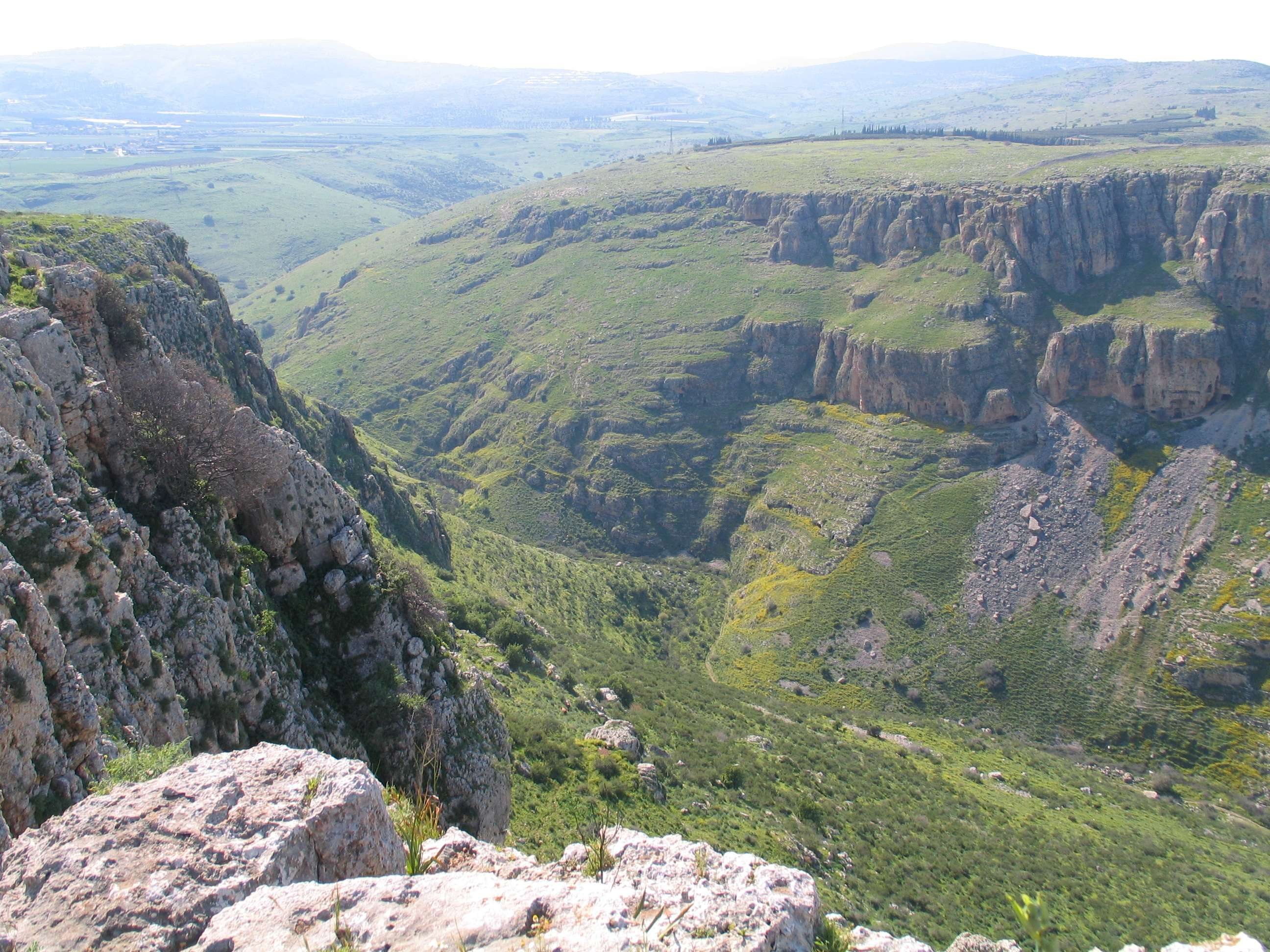
Историческая родина еврейского народа

Историческая родина — в политологии и науке конституционного права место рождения конкретного человека, государство, где он родился; государство, к титульной нации которого человек относится по рождению, независимо от места его рождения; связь человека с государством, ставшим правопреемником государства, гражданином которого он был.
Для возвращения на историческую родину в ряде стран действует система репатриации, в рамках которой могут требоваться документы, подтверждающие, что человек или его предки проживали на исторической родине. В частности, в России была принята правительственная программа возвращения соотечественников, которые оказались за рубежом в результате распада Советского Союза.
Исторической родиной еврейского народа является Земля Израиля (Эрец-Исраэль), страна, историческая область, в библейское время населённая древними евреями. В Земле Израиля евреи сформировались как народ из разных племён общего происхождения, в этой земле существовало еврейское суверенное государство, в ней сложился духовный и религиозный облик еврейского народа, были созданы ценности национальной и ставшей впоследствии общечеловеческой культуры, сложилась Библия.
Исторической родиной русских является Россия. Русские эмигранты, которые бежали из Советской России и осели в других странах, сознательно оберегали свою национальную идентичность, стремясь сохранить её для возвращения на родину, в уже постсоветскую Россию. Они прилагали усилия для организации русского образования, книгоиздательства, прессы, ежегодно отмечали День рождения Пушкина. Особенно часто понятие стало применяться после распада СССР. Многие лица не русской национальности, которые родились и проживали в СССР, после распада государства считают своей исторической родиной Россию, продолжая проживать на территориях других бывших союзных республик.